# Spanska korset
Spanska korset var en tysk utmärkelse som instiftades 1939 och utdelades till personer i Kondorlegionen som stred i spanska inbördeskriget 1936–1939.
Spanska korset fanns i följande klasser:
- Spanska korset i brons utan svärd
- Spanska korset i silver utan svärd
- Spanska korset i guld utan svärd
- Spanska korset i brons med svärd
- Spanska korset i silver med svärd
- Spanska korset i guld med svärd
- Spanska korset i guld med svärd och diamanter